# Denier angevin
Le denier angevin est une monnaie médiévale frappée à Angers. Il connaitra son expansion maximum lors de l'empire Plantagenêt, mais disparaitra lors de la conquête de celui-ci par Philippe Auguste.

## Valeur
La valeur du denier angevin était la même que celle du denier tournois, la moitié du denier mansois, et le quart du denier esterlin.

## Distribution
Le denier angevin était utilisé dans le comté d'Anjou, ainsi que les territoires qui en dépendaient, le comté du Maine et de Touraine.
En Bretagne, le denier angevin prend de l'importance à partir de 1150 mais cède ensuite sa place à la monnaie de Rennes sous le règne de Geoffroy II, et au denier tournois vers 1210. Le denier angevin a cours en Normandie avant l'avènement des Plantagenêts dans cette région, et devient la monnaie ordinaire vers le milieu du XIIe siècle. Entre 1180 et 1203, tous les comptes de l'Échiquier de Normandie sont exprimés en denier angevin, le denier roumois n'étant plus utilisés que comme monnaie de compte, l'atelier monétaire de Rouen ayant été fermé par Geoffroy Plantagenêt.
En 1204, avec la conquête de Philippe Auguste, les deniers angevins finissent par disparaître, remplacé par le denier tournois.